# ژان-پیر رامپال
ژان-پیر رامپال (فرانسوی: Jean-Pierre Rampal‎؛ زاده ۷ ژانویهٔ ۱۹۲۲ درگذشته ۲۰ مهٔ ۲۰۰۰) نوازنده برجستهٔ فلوت اهل فرانسه بود.